# Willows
Willows är en stad (city) i Glenn County, i delstaten Kalifornien, USA. Enligt United States Census Bureau har staden en folkmängd på 6 166 invånare (2011) och en landarea på 7,4 km². Willows är huvudort i Glenn County.